# Friedrich Spanheim den yngre

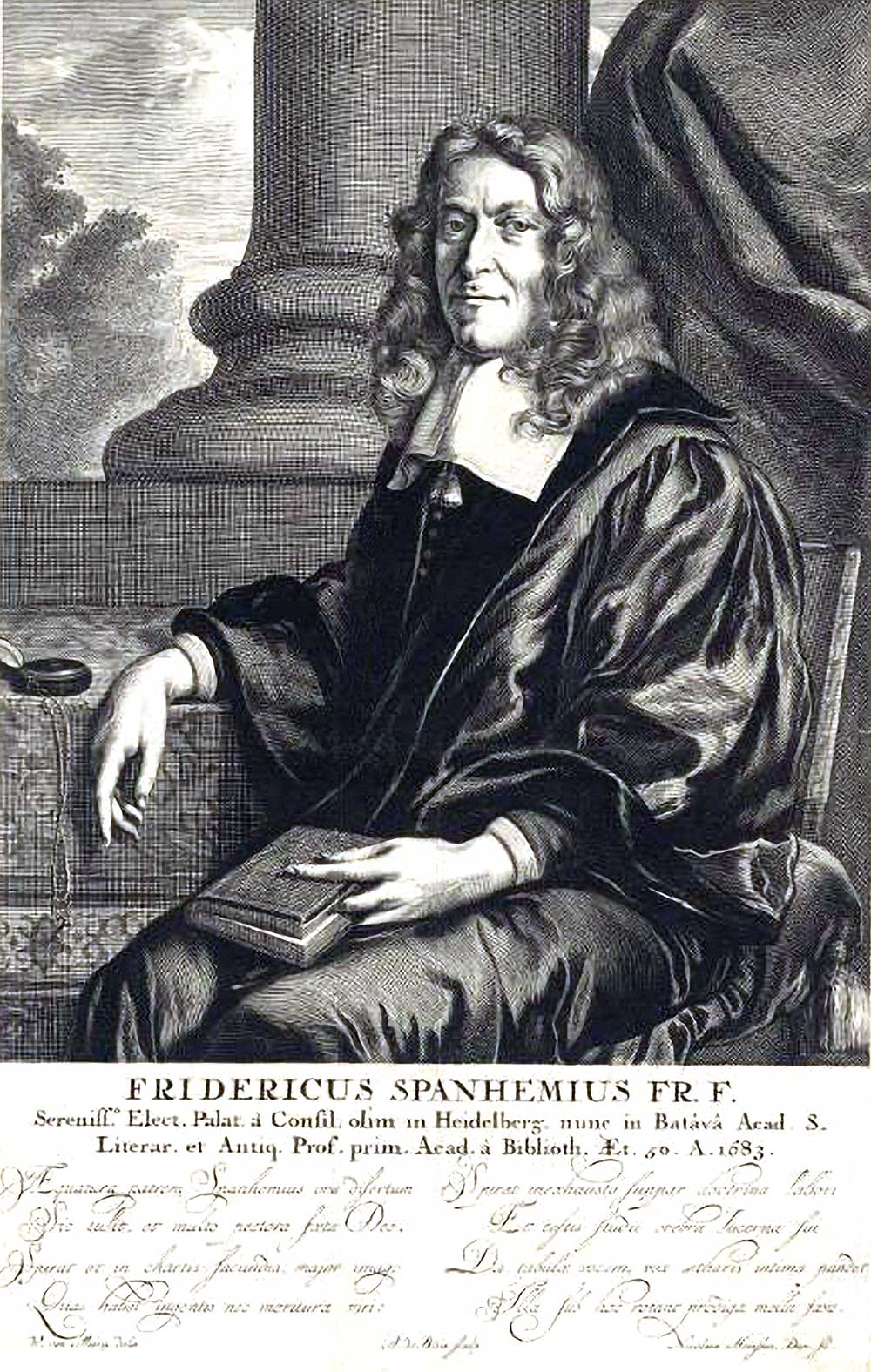
Friedrich Spanheim den yngre.

Friedrich Spanheim, född den 1 maj 1632 i Genève, död den 18 maj 1701 i Leiden, var en schweiziskfödd nederländsk kyrkohistoriker, son till teologen Friedrich Spanheim den äldre, bror till statsmannen och juristen Ezechiel von Spanheim.
Spanheim studerade vid universitetet  i Leiden. Efter att ha fullbordat sina studier erhöll han 1656 en professur i teologi vid universitetet i Heidelberg och därefter 1670 i Leiden. 
Han gjorde sig känd som polemiker och som forskare inom facket kyrkohistoaria och var från 1672 till 1701 bibliotekarie vid universitetsbiblioteket i Leiden.
Hans verk utkom samlade, med undantag för dem som skrevs på franska, i 3 band (Leiden 1701–03).